# 555. pehotni polk (Wehrmacht)
Za druge 555. polke glejte 555. polk.
555. pehotni polk (izvirno nemško Infanterie-Regiment 555) je bil eden izmed pehotnih polkov v sestavi redne nemške kopenske vojske med drugo svetovno vojno.

## Zgodovina
Polk je bil ustanovljen 22. maja 1940 kot polk 10. vala iz nadomestnih čet WK XIII in dodeljen 277. pehotni diviziji.
Zaradi hitrega zaključka francoske kampanje je bila julija 1940 ustavljena organizacija polka in čete so bile vrnjene k izvirnim enotam.
Polk je bil ponovno ustanovljen 19. decembra 1941 kot polk 17. vala, kot »Walküre« enota WK V, iz delov 35. in 221. pehotnega polka; polk je bil dodeljen 330. pehotni diviziji.
15. oktobra istega leta je bil polk preimenovan v 555. grenadirski polk.